# Sheranapis quellon
Sheranapis quellon är en spindelart som beskrevs av Norman I. Platnick och Forster 1989. Sheranapis quellon ingår i släktet Sheranapis och familjen Anapidae. Inga underarter finns listade i Catalogue of Life.